# 463 (numero)
Quattrocentosessantatré (463) è il numero naturale dopo il 462 e prima del 464.

## Proprietà matematiche
- È un numero dispari.
- È un numero difettivo.
- È il 90º numero primo, dopo il 461 e prima del 467.
- È un numero ettagonale centrato.
- È un numero palindromo nel sistema di numerazione posizionale a base 8 (717).
- È un numero fortunato.
- È un numero congruente.
- È parte della terna pitagorica (463, 107184, 107185).

## Astronomia
- 463P/NEOWISE è una cometa periodica del sistema solare.
- 463 Lola è un asteroide della fascia principale del sistema solare.
- NGC 463 è una galassia lenticolare della costellazione dei Pesci.

## Astronautica
- Cosmos 463 è un satellite artificiale russo.